# Calypogeia sphagnicola
Calypogeia sphagnicola là một loài rêu trong họ Calypogeiaceae. Loài này được Arnell & J. Perss. Warnst. & Loeske mô tả khoa học đầu tiên năm 1906.